# Мусалер
Мусалер (вірм. Մուսալեռ) — село в марзі Армавір, на заході Вірменії. Село розташоване за 8 км на схід від міста Вагаршапат, за 2 км на південний захід від села Паракар, за 2 км на південний схід від села Птхунк, за 4 км на північний схід від села Воскеат та за 2 км на північ від села Аревашат. На південний схід від села розташований міжнародний аеропорт «Звартноц». Село було перейменоване на честь вірменського супротиву Муса-Дагу під час Геноциду вірмен.